# アンリ・ルアール
アンリ・ルアール（Henri Rouart または Stanislas-Henri Rouart 、1833年10月2日 - 1912年1月2日）は、フランスの画家、美術収集家である。

## 略歴
パリで生まれた。父親は軍服を扱う裕福な商人であった。有名な画家のエドガー・ドガとは、リセのクラスメートであり、生涯の友人であった。ドガはルアールとその家族の肖像画を何点か描いた。エコール・ポリテクニークに進み、エンジニアとして働いた。画家としては1868年から1872年までのサロン・ド・パリに出展し、1874年に写真家ナダールのスタジオで開かれた「第1回印象派展」にドガとともに出展し、「印象派展」には何度か出展した。印象派展に出展した画家たちの作品を購入することによって彼らの生活を助けた。
ルアールはドガや、画家として教えを受けたジャン＝バティスト・カミーユ・コローやジャン＝フランソワ・ミレーらの作品も集めた。1912年に彼が亡くなった後、家族がルアールのコレクションを競売に出した時、印象派の画家の285点の絵画と、77点のそれ以前の画家の作品が収集されていた。
息子の一人ウジェーヌ・ルアール(1872-1936)は政治家で、国会議員になり、もう一人の息子、エルネスト・ルアール(1874-1942)は画家になり、エドゥアール・マネの姪で、ベルト・モリゾの娘のジュリー・マネと結婚した。

## 作品

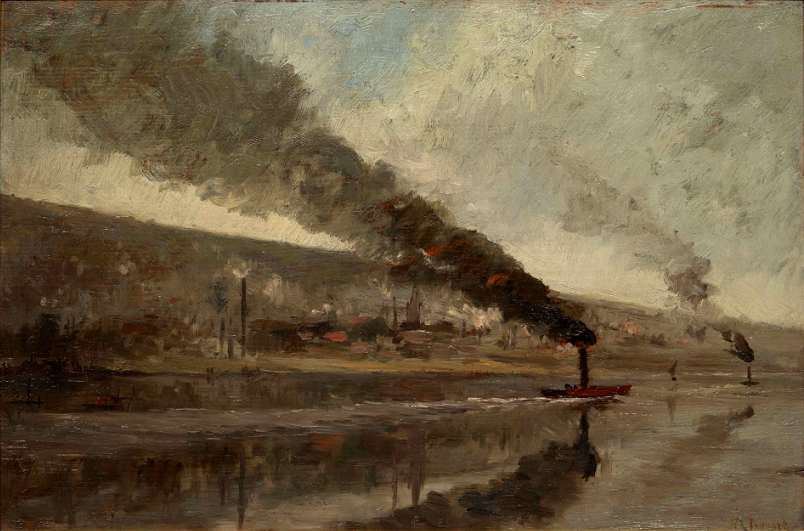
ルーアン近くのセーヌ (c.1875)
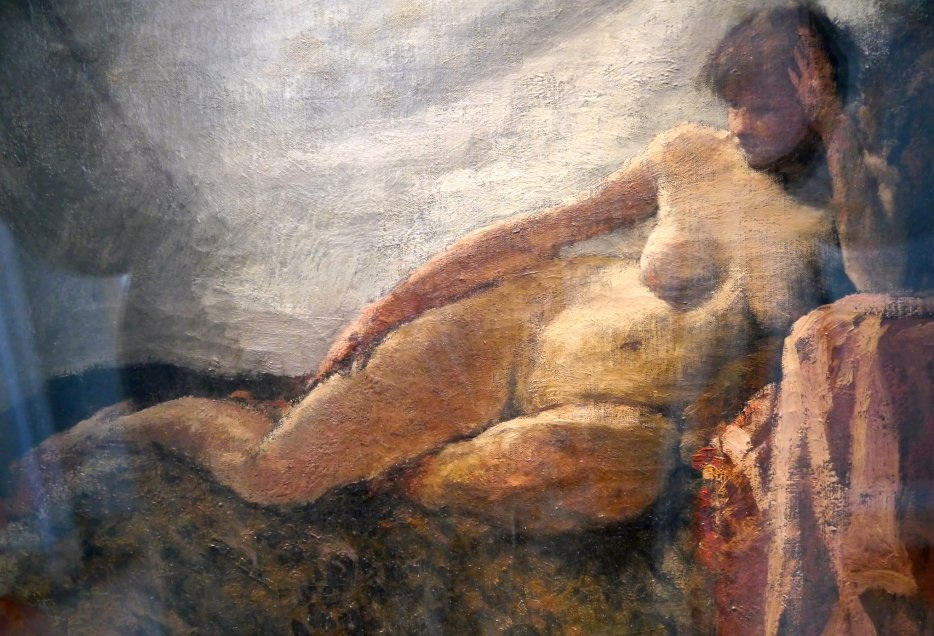
ヌード(1876)
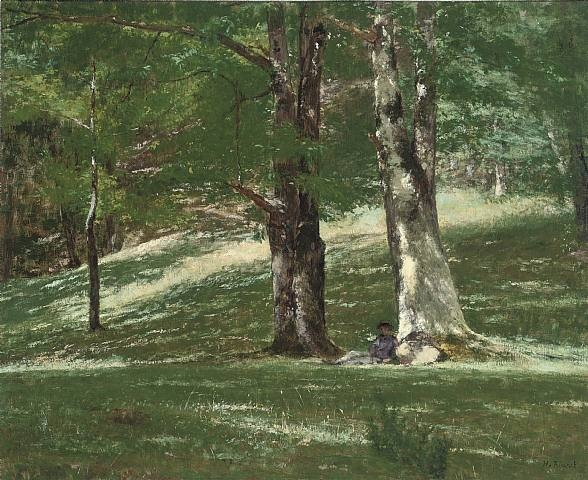
フォンテーヌブローの森で